# Sumida Wataru
Wataru Sumida (sinh ngày 23 tháng 5 năm 1988) là một cầu thủ bóng đá người Nhật Bản.

## Sự nghiệp câu lạc bộ
Wataru Sumida đã từng chơi cho Kyoto Sanga FC.